# Kari Amirian
Kari Amirian (sinh tại Świnoujście) là một ca sĩ nhạc pop và alternative rock kiêm nhà sản xuất âm nhạc người Ba Lan. Năm 2013, cô được đề cử trong hạng mục Ra mắt của năm - Giải thưởng âm nhạc Ba Lan Fryderyk.

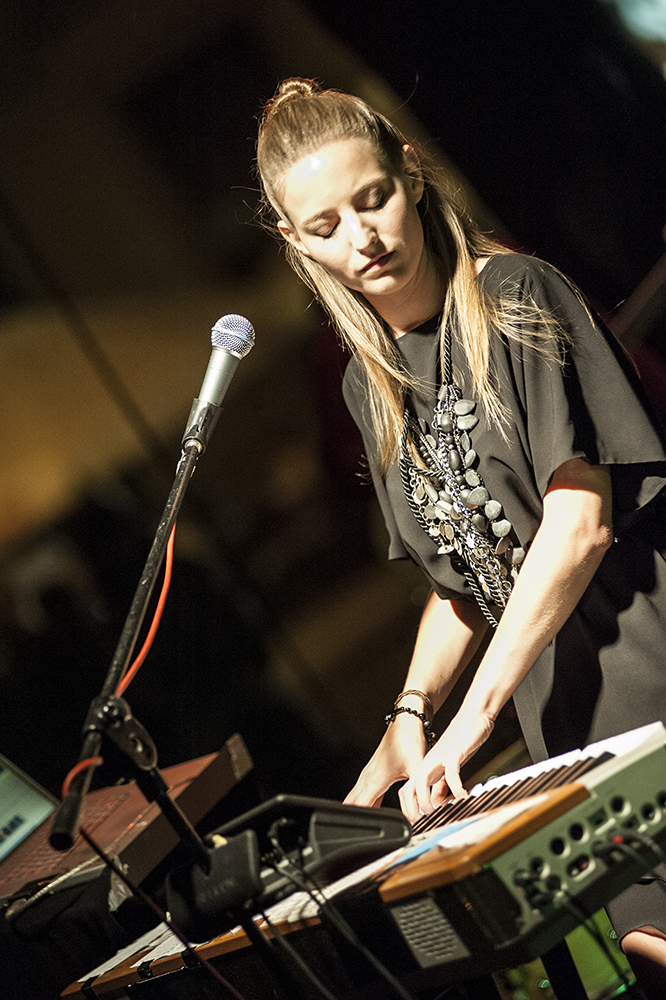
Polish female singer Kari Amirian performing in Warsaw, Poland - August 2012.

## Sự nghiệp
Năm 13 tuổi, Kari chuyển đến Warszawa để theo học một trường âm nhạc. Album phòng thu đầu tiên "Daddy Says I'm Special" được phát hành vào tháng 12 năm 2011. Cô được so sánh với các nghệ sĩ như Lykke Li, Feist, Mum và Junip.
Cô hợp tác với Jon Headley (thủ lĩnh của ban nhạc Modo Stare) sản xuất album phòng thu thứ hai "Wounds and Bruises", được phát hành vào ngày 3 tháng 12 năm 2013.